# سیارک ۶۵۷۵
سیارک ۶۵۷۵ (به انگلیسی: 6575 Slavov، نامگذاری:1978PJ2) شش هزار و پانصد و هفتاد و پنجمین سیارک کشف شده‌است که در ۸ اوت ۱۹۷۸ کشف شد.
قدر مطلق سیارک برابر ۱۲٫۴۰ است.